# Nina Morgulina
Nina Borisowna Morgulina, po mężu Dierbina (ros. Евгений Александрович Моргулина (Дербина), ur. 5 lipca 1956  w Kropotkinie) – rosyjska lekkoatletka startująca w barwach Związku Radzieckiego, płotkarka.
Zajęła 7. miejsce w biegu na 100 metrów przez płotki na mistrzostwach Europy juniorów w 1973 w Duisburgu.
Na mistrzostwach Europy w 1978 w Pradze w biegu finałowym na 100 metrów przez płotki upadła po zderzeniu się z Grażyną Rabsztyn. W powtórzonym biegu (bez udziału zdyskwalifikowanej Rabsztyn) zajęła 4. miejsce.
Zdobyła brązowy medal w biegu na 60 metrów przez płotki na halowych mistrzostwach Europy w 1979 w Wiedniu, przegrywając tylko z Polkami Danutą Perką i Grażyną Rabsztyn. Na kolejnych halowych mistrzostwach Europy w 1980 w Sindelfingen zajęła w tej konkurencji 6. miejsce.
Morgulina zajęła również 4. miejsce w biegu na 100 metrów przez płotki na uniwersjadzie w 1979 w Meksyku.
Była wicemistrzynią ZSRR w biegu na 100 metrów przez płotki w 1978 i brązową medalistką na tym dystansie w 1979. W hali była wicemistrzynią Związku Radzieckiego w biegu na 100 metrów przez płotki w 1980 oraz brązową medalistką w 1978, a w biegu na 60 metrów przez płotki brązową medalistką w 1965, 1978 i 1980.
Rekord życiowy Morguliny w biegu na 100 metrów przez płotki wynosił 12,76 (ustanowiony 22 czerwca 1980 w Leningradzie), a w biegu na 60 metrów przez płotki w hali 8,05 s (1 marca 1980 w Sindelfingen).